# إيرفاين بيج
إيرفاين بيج (بالإنجليزية: Irvine Page)‏ هو عالم وظائف الأعضاء أمريكي، ولد في 7 يناير 1901 في إنديانابوليس في الولايات المتحدة، وتوفي في 10 يونيو 1991.